# Liberales Forum
Het Liberales Forum of LIF was een liberale politieke partij in Oostenrijk. De partij is opgericht in 1993 door Heide Schmidt als een afsplitsing van de FPÖ. Het LIF was aangesloten bij de Liberale Internationale, de ELDR en de ALDE-groep in het Europees Parlement.
Bij de parlementsverkiezingen van 2002 kreeg de partij amper 48.083 stemmen (0.98%), wat niet voldoende was om een zetel in het parlement te winnen. In 2006 nam zij dan ook niet meer zelf deel aan de nationale Oostenrijkse verkiezingen.
Voor de verkiezingen 2013 vormden LiF en Neos een lijstverbinding met NEOS. In 2014 fuseerden de beide partijen onder de naam NEOS.